# L'amore qui non passa
L'amore qui non passa è un singolo del gruppo musicale italiano Negramaro, pubblicato il 4 marzo 2016 come quarto estratto dal sesto album in studio La rivoluzione sta arrivando.

## Descrizione
Il brano è una ballata semi-acustica che parla dell'amore attraverso svariate metafore sovrapposte. Secondo Giuliano Sangiorgi, autore del brano, L'amore qui non passa parla di "due punti di vista differenti; sono quei posti in cui non passa l'amore ma anche posti di cui nonostante tutto ci si può innamorare perché l'amore non passerà mai". Ha successivamente aggiunto, alla sua pubblicazione come singolo:
Nella versione contenuta nell'album La rivoluzione sta arrivando la canzone contiene la traccia fantasma Fino alla fine del secolo e la sua durata si estende per 10 minuti e 13 secondi.

## Video musicale
Il video ufficiale del brano è stato pubblicato il 5 marzo 2016 sul canale YouTube dei Negramaro.

## Formazione
Negramaro
- Giuliano Sangiorgi – voce, chitarra acustica
- Emanuele Spedicato – chitarra elettrica, chitarra acustica
- Ermanno Carlà – basso
- Danilo Tasco – batteria, percussioni
- Andrea Mariano – pianoforte, tastiera, sintetizzatore
- Andrea De Rocco – campionatore

Altri musicisti
- Edoardo De Angelis – violino
- Nicolay Von Dhesflugen – violino
- Emilio Eria – viola
- Claudio Giacomazzi – violoncello
- Mauro Pagani – direzione archi
- Stefano Nanni – arrangiamenti archi
- Federica "Thony" Calozzo – cori